# Mónica Puig
Mónica Puig Marchán (Hato Rey (San Juan), 27. rujna 1993.) umirovljena je portorikanska tenisačica, osvajačica zlatne olimpijske medalje na igrama u Rio de Janeiru 2016., što je prva zlatna olimpijska medalja za Portoriko u povijesti.
Dva puta je igrala u WTA finalima. U Strasbourgu 2014. godine je pobijedila Španjolku Silviu Soler Espinosu, dok je u finalu Sydneya 2016. izgubila od Ruskinje Svetlane Kuznetsove.

## Vanjske poveznice
- Profil na stranici WTA Toura (engl.)
- Profil  Arhivirana inačica izvorne stranice od 19. travnja 2016. (Wayback Machine) na stranici Fed Cupa (engl.)